# 구이양 국제 금융 센터
구이양 국제 금융 센터는 중화인민공화국 구이양시에 위치한 마천루이다. 2개 동으로 되어있으며, 2016년 착공하여 2020년 완공되었다. 1동은 401 m 79층에 승강기가 53대이며, 2동은 275 m 54층에 승강기가 25대이다.